# Rancamulya (Gabuswetan)
Rancamulya is een bestuurslaag in het regentschap Indramayu van de provincie West-Java, Indonesië. Rancamulya telt 2930 inwoners (volkstelling 2010).